# Chacha linda
«Chacha linda» es una canción de estilo bolero compuesta e interpretada por los Hermanos Martínez Gil. Fue interpretada por primera vez en 1941, durante el Festival de Cine Orfeón.

## Historia
Nacidos en Misantla, Veracruz, Carlos (1907) y Pablo (1910), formaron un dueto que componía e interpretaba sus propios boleros. Hicieron su debut en Jalapa, y se iniciaron profesionalmente en Veracruz en abril de 1930. Su primera canción fue «La jarochita».
En 1941 estrenan uno de sus más grandes éxitos, «Chacha linda», una canción que interpretan en el Festival de Cine Orfeón. La canción fue compuesta por Pablo, y dedicada a su esposa Lucha María Bautista. Otra fuente señala que la canción está dedicada a una mujer misanteca.
El bolero se convirtió en uno de los más populares e interpretados de los Hermanos Martínez Gil.

## Análisis
En la parte musical, la pieza se encuentra en una tonalidad de Re menor. La melodía se estructura por cuartas y quintas, de sol menor a re menor y adornada con acordes de séptima dominante.
Con respecto a la letra, como muchos otros boleros, se trata de una pieza romántica en la que el hombre (conquistador) le canta a una mujer (su conquista).

## Versiones
La canción se popularizó en América Latina y fue versionada por otras agrupaciones. En Colombia, el Trío Los Romanceros la interpretaron. Más adelante fue grabada por Pedro Vargas y también Hermanos Martínez Gil la volvieron a grabar en 1966.

## Grabaciones
- Cuco Sánchez - Desvelo de amor, CBS, 1967[7]
- Óscar Chávez - Aquellas canciones de los Martínez Gil. Polydor, 1986[8]
- Antonio Aguilar - 15 boleros de siempre con tambora. Discos Musart, 1995[9]
- Vicente Fernández - Más romántico que nunca, Columbia[10]
- RCA: 100 años de música: Hermanos Martínez Gil. RCA[11]